# Atella
Atella es un municipio de la Provincia de Potenza, con una población de 3.720 habitantes.

## Historia
Esta aldea se sitúa a lo largo del lado del Monte Vulture que domina el valle de Vitalba. Sus orígenes datan probablemente el siglo III a. C. cuando la aldea de Vitalba, aliada con Aníbal, fue destruida por los romanos y sus habitantes se albergaron en el territorio cercano en donde Atella se sitúa actualmente. 
La aldea antigua fue abandonada por cierto período de tiempo y en 1330, fue repoblada por algunos campesinos que venían de Rionero conducidos por la familia de Durazzo. 
En 1423, el territorio fue gobernado por Giovanni Caracciolo. Durante la Primera Guerra de Italia fue ocupado en 1496 por los ejércitos franceses de Carlos VIII al mando de Gilberto de Montpensier. Después de ser sitiada durante 32 días, la ciudad fue conquistada en julio de ese año por el Gran Capitán. 
Entonces fue gobernado por Filippo Chalon en 1530, por Antonio Layva en 1532, por Los Capuas, Los Gesualdos, los Filomarinos y por los Caracciolos de Torella que se sucedieron uno tras otro hasta la subversión del feudaliso. 
ATELLA fue destruido por un terremoto en 1694 y de la parte destruida del castillo es posible admirar solamente la Torre de Angevin reataurada en 1993. 
La construcción más imponente es la de Santa María del Duomo (catedral de Santa María), que data del siglo XIV y se sitúa en el centro de la aldea. Se caracteriza por un portal en el que se observan gravados del sol y la luna, símbolos que refieren representaciones islámicas. La Catedral contiene varias esculturas de madera de los siglos XV y XVI al igual que varias pinturas de la misma época.
Esta iglesia fue restaurada después de otro terremoto que tuvo lugar en los 80 y fue reabierta de nuevo en 1993.

## Evolución demográfica
| Gráfica de evolución demográfica de Atella entre 1861 y 2001 |
|                                                              |
| Fuente ISTAT - elaboración gráfica de Wikipedia              |